# Anne Hansen (Schriftstellerin)
Anne Hansen (* 1980 in Husum) ist eine deutsche Schriftstellerin.
Unter dem Pseudonym Rosa Schmidt veröffentlichte Hansen bereits Bestseller. Sie besuchte die Kölner Journalistenschule und studierte danach Politik und Wirtschaft. In ihren Romanen geht es um die Glückssuche. Um die Romanfigur ihrer Protagonistin bereits in ihrem Debütroman Fräulein Jensen und die Liebe wirklichkeitstreu erzählen zu können, traf sie sich mit allen im Buch vorkommenden Männern. Ihr neuestes Werk Und dann kam Lämmchen erzählt von ihrer schweren Lebenskrise verbunden mit gesundheitlichen Problemen, aus der die Begegnung mit und die Beziehung zu einem Schafbock, den sie „Lämmchen“ nannte, herausführte. Sie tritt darin auch für mehr Respekt gegenüber Tieren ein und beschreibt, wie das Eingehen auf die Tiere Lebensweisheit vermitteln kann. Sie lebt als freie Autorin in Berlin.

## Werke (Auswahl)
- Fräulein Jensen und die Liebe, DUMONT Buchverlag, Köln 2013. ISBN 978-3-8321-8659-3
- Fräulein Jensen wird zur Traumfrau, DUMONT Buchverlag, Köln 2013. ISBN 978-3-8321-6208-5
- (unter dem Pseudonym Rosa Schmidt): Mein Mann, der Rentner, und dieses Internet : das geheime Reisetagebuch einer Ehefrau, Penguin Verlag, München 2018. ISBN 978-3-328-10239-7
- (unter dem Pseudonym Rosa Schmidt): Mein Mann, der Rentner, auf Tour statt Kur : das geheime Reisetagebuch einer Ehefrau, Penguin Verlag, München 2019. ISBN 978-3-328-10240-3
- Und dann kam Lämmchen, Penguin Verlag, München 2024. ISBN 978-3-641-31253-4